# Lipka Wielka
Lipka Wielka – wieś w Polsce położona w województwie wielkopolskim, w powiecie nowotomyskim, w gminie Lwówek.
Pod koniec XIX wieku Lipka (niemiecka nazwa Klein Lipke) należała do powiatu bukowskiego. W Lipce było 25 domostw i 156 mieszkańców: 43 wyznania ewangelickiego i 113 katolickiego.
W latach 1975–1998 miejscowość administracyjnie należała do województwa poznańskiego. W 2011 Lipka Wielka liczyła 161 mieszkańców.